# Dendrophyllia gaditana
Espèce
Dendrophyllia gaditana est une espèce de coraux appartenant à la famille des Dendrophylliidae. Selon la base de données WoRMS, Dendrophyllia gaditana n'est pas accepté et correspond à Eguchipsammia gaditana Duncan, 1873.